# 피에르 알퐁스 로랑
피에르 알퐁스 로랑(프랑스어: Pierre Alphonse Laurent, 1815년 12월 31일 ~ 1854년 12월 31일)은 프랑스의 수학자이다. 로랑 급수를 발견하였다.

## 생애
파리에서 태어났다. 로랑 급수에 대한 논문을 프랑스 과학 아카데미 그랑프리(프랑스어: Grand Prix)에 제출하였으나, 제출 기한을 넘겨 심사되지 못했다.
로랑은 39세의 나이로 파리에서 요절하였다. 로랑의 논문은 사후 출판되었다.

## 같이 보기
- 로랑 다항식